# Korenmarkt
Il Korenmarkt (in italiano "Mercato del grano") è una piazza che si trova nel centro storico di Gand, nelle Fiandre orientali, in Belgio.
Situata tra il fiume Leie e la Chiesa di San Nicola, la piazza è circondata da numerosi edifici storici che la rendono uno dei posti più visitati della città e uno dei principali luoghi in cui si svolge il Gentse Feesten.

## Posizione
Il Korenmarkt collega da sud a nord le due principali vie dello shopping di Gand, la Veldstraat e la Kortemunt e, da ovest a est, il ponte di San Michele sul fiume Leie con la chiesa di San Nicola. Il lato occidentale dà invece accesso al lungofiume sul Leie, in particolare al Graslei.

## Storia
Il nome della piazza deriva dal commercio dei cereali, di cui Gand era il principale centro nella contea delle Fiandre nel X e XI secolo, che si svolgeva nella piazza.
In questa piazza, il 26 gennaio 1340, il re inglese Edoardo III annunciò il suo diritto alla corona francese, dando inizio alla Guerra dei cent'anni.